# Mitchell Marner
Mitchell Marner, dit Mitch Marner, (né le 5 mai 1997 à Markham, en Ontario au Canada) est un joueur professionnel canadien de hockey sur glace. Il évolue dans la Ligue nationale de hockey en tant qu'ailier droit depuis la saison 2016-2017 et a été repêché en 4e position du premier tour du repêchage d'entrée de 2015 par les Maple Leafs de Toronto.

## Biographie

### Jeunesse
Mitch Marner est née à Markham, en Ontario mais a grandi dans la région de Thornill. Il commence à développer son patinage avec l'école de hockey 3 Zones Hockey School. Par la suite, il joue l'ensemble de son enfance dans la Ligue de Hockey du Grand Toronto (en anglais, Greater Toronto Hockey League). Lors de la saison 2011-2012 il joue avec l'équipe des Kings de Vaughan avec qui il remporte un titre.
Pour la saison suivante, Marner évolue vers l'équipe des Flyers de Don Mills (toujours dans la ligue du Grand Toronto) où il effectue sa première année en tant que Midget, enregistrant 86 points en 55 matchs. Il termine second de la ligue en nombre de buts, juste derrière Dylan Strome (qui joue pour les Marlboros de Toronto). A la fin de sa saison avec les Flyers, il est immédiatement invité à rejoindre les Buzzers de St. Michael's dans la Ligue de hockey junior de l'Ontario pour la fin de leur saison et les séries éliminatoires, l'équipe remporte le championnat.
Pendant sa saison en Midget, Marner hésite pour la suite de sa carrière. Il reçoit une bourse d'études pour l'Université du Michigan mais est également repêché par les Knights de London en 19e position du premier tour du repêchage 2013 de la Ligue de hockey de l'Ontario (LHO). 

### Ligue de Hockey de l'Ontario
Marner décide de signer avec les Knights qui ont utilisé leur premier choix de repêchage pour lui. Il effectue une très bonne année en tant que recrue, avec 59 points en 64 matchs et se retrouve deuxième dans la course au prix de la meilleure recrue de l'année, derrière Travis Konecny.
Pendant la saison 2014-2015, Marner joue sur la même ligne que Max Domi avec de très bons résultats. Au fur et à mesure que la saison avance, Marner est constamment nommé comme un des meilleurs prospects pour le repêchage d'entrée 2015 de la Ligue Nationale de Hockey. Il est listé comme un des 10 premiers choix, voire dans les cinq premiers. Il mène la ligue en nombre de buts pour une grande partie de la saison jusqu'à ce que Dylan Strome, des Otters d'Erie, enregistre six points dans le dernier match de la saison, plaçant Marner second. Comme récompense pour son impressionnante seconde année, il est nommé dans la première équipe étoile de la LHO et il reçoit le trophée Jim-Mahon en tant qu'ailier ayant inscrit le plus de but de la ligue.

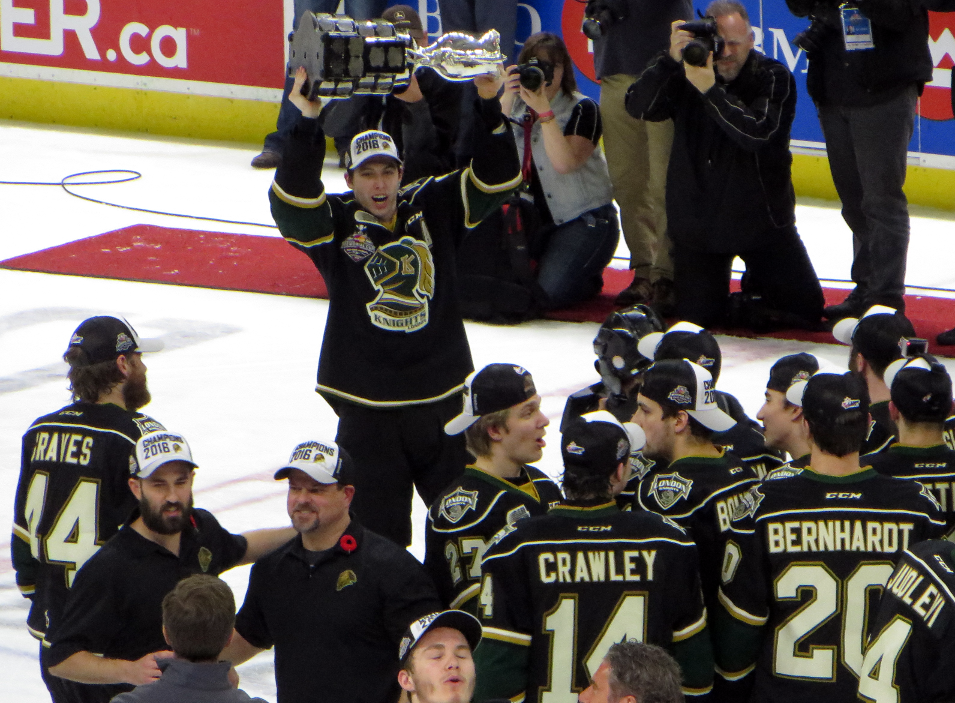
Marner soulève la Coupe Mémorial en 2016.

A la fin de la saison, Marner est finalement sélectionné en 4e position par les Maple Leafs de Toronto et le 28 juillet il signe un contrat d'entrée de trois ans.
Le 1er octobre 2015 il est nommé assistant capitaine des Knights de London avec Christian Dvorak. Marner joue la majorité de la saison 2015-2016 sur la même ligne que Dvorak et Matthew Tkachuk. Le trio est un atout dominant de l'équipe qui termine la saison régulière en première place du classement en nombre de buts. Marner lui-même finit la saison deuxième marqueur avec 116 points en 57 matchs et il reçoit le trophée Red-Tilson qui récompense le meilleur joueur de l'année.
Marner joue un rôle important durant les séries éliminatoires 2016 des Knights qui remportent le championnat de la LHO. Il mène les séries en buts et marque 44 points en 18 matchs, ce qui lui vaut le trophée Wayne-Gretzky 99 (Meilleur Joueur des séries éliminatoires).
Il remporte avec son équipe la Coupe Memorial 2016, où il reçoit le trophée Stafford-Smythe du meilleur joueur et le trophée Ed-Chynoweth du meilleur buteur.

### Ligue Nationale de Hockey

#### Saison 2016-2017
Après un impressionnant camp d'entrainement et une bonne pré-saison (où il mène l'équipe avec 4 aides), Marner est annoncé dans l'effectif pour la saison 2016-2017. Il fait ses débuts lors du match d'ouverture le 12 octobre, au cours duquel il réalise un bon premier match, peu commenté du fait du record historique d'Auston Matthews. Le match suivant, il inscrit son premier but en LNH contre les Bruins de Boston,. Il inscrit sa première aide quatre jours plus tard.

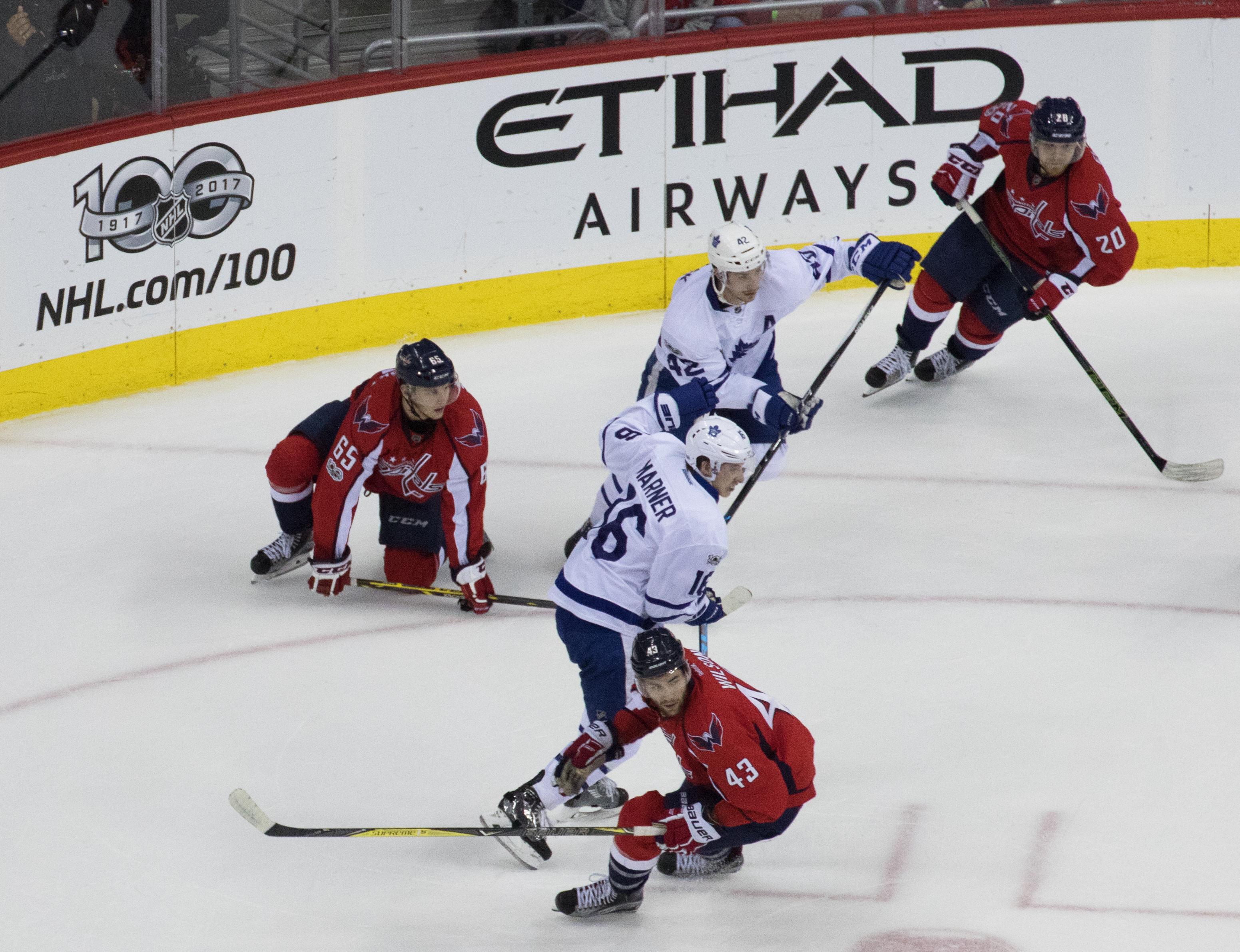
Marner avec les Maple Leafs durant les séries éliminatoires de la Coupe Stanley en 2017

Le 27 octobre 2016, dans un match contre les Panthers de la Floride, Marner réalise son premier match à plusieurs points, accumulant trois aides pour mener à une victoire 3-2.
Il réalise son premier match à plusieurs buts contre les Sabres de Buffalo, le 3 novembre 2016, en inscrivant les deux buts qui mène les Leafs à la victoire.
Le 15 novembre, il inscrit trois points dans une victoire 6 à 2 contre les Predators de Nashville ce qui le place en premier position des Leafs en nombre de buts, à égalité avec James Van Riemsdyk. Auston Matthews se classera en premier position dans la suite de la saison.
Marner inscrit cependant un nouveau record en nombres d'aides pour une première saison de recrue des Leafs (42). Il surpasse l'ancien record détenu depuis 73 ans par Gus Bodnar avec 40 aides pour la saison 1943-1944,. Il passe toute sa saison sur la même ligne que Van Riemsdyk et Tyler Bozak, trouvant une alchimie offensive avec les deux vétérans qui lui permet de terminer la saison avec 61 points. Son jeu participe à la qualification des Leafs en série éliminatoire pour la première fois depuis 2004. Marner inscrit 4 points dans la série contre les Capitals de Washington mais cela ne suffit pas et l'équipe est éliminée.

#### Saison 2017-2018
Le 19 décembre 2017, lors du Toronto Maple Leafs' Next Century Game, Marner met fin à une série de 15 matchs sans un seul point pour la première fois de sa carrière. Il inscrit 4 points, un but et trois aides contre les Hurricanes de la Caroline. Le 10 février 2018, il marque son premier match à 5 points (2 buts, 3 aides) devenant le premier joueur des Leafs à en marquer autant depuis Tomáš Kaberle en 2009. Il termine la saison régulière en menant l'équipe en nombre d'aides comme en points, et avec de nouveaux records personnels en nombre de buts, aides et points.
Son jeu offensif participe à emmener l'équipe en séries éliminatoires pour la seconde fois. Là encore, il devient le premier joueur des Leafs depuis Brian Leetch en 2004 à réaliser une série de cinq matchs en marquant des points en série éliminatoire.

#### Saison 2018-2019
Marner inscrit sa 100e assistance le 27 octobre, dès le début de la saison, contre les Jets de Winnipeg . Sur les 20 dernières années, seulement Mario Lemieux enregistre plus d'assistances lors des 24 premiers matchs de la saison, alors que Marner inscrit 22 aides en 24 matchs . Le 3 janvier, il égale un record interne aux Leafs du but inscrit le plus rapidement dans un match en marquant en 7 secondes contre le Wild du Minnesota .
Le 17 janvier 2019, Marner inscrit un but contre Tampa Bay devenant ainsi le premier joueur de la franchise des Leafs à réaliser trois premières saisons de LNH avec plus de 60 points . En février, il atteint les 200 points de sa carrière en LNH contre les Canadiens . Il termine la saison régulière en menant l'équipe en nombre de buts, en étant troisième de la ligue en nombre d'aides et le premier joueur des Leafs depuis 1997 à réaliser une saison à plus de 90 points.

## Carrière internationale
Marner fait ses débuts internationaux pour le Canada en 2014, lors de la Coupe Hlinka-Gretzky, où il remporte la médaille d'or. Il égale Mathew Barzal pour la place du meilleur marqueur de l'équipe dans le tournoi.
Lors des championnats du monde des moins de 20 ans en 2016, tenu à Helsinki, Marner et Dylan Strome marque chacun quatre buts et deux aides en cinq matchs, menant l'équipe canadienne en nombre de buts. Le Canada atteint les quarts de finale mais est éliminé par la Finlande. Mitch Marner marque deux fois durant le match, ramenant à chaque fois son équipe à égalité, mais cela ne suffit pas à vaincre ceux qui deviendront plus tard médaille d'or.
Marner fait ses débuts en équipe sénior au championnat du monde de 2017, où l'équipe du Canada remporte l'argent. Il marque 12 points en 10 matchs, ce qui le place dans le top 10 des marqueurs du tournoi et second après Nathan MacKinnon pour l'équipe.

## Vie personnelle
Ses parents se nomment Paul et Bonnie Marner et il a un grand frère de quatre ans son ainé, Christopher.
Marner a fréquenté la Hill Academy, une école privée centrée sur les athlètes et localisée à Vaughan. Plus tard, il va à la Blyth Academy, où il s'associe avec ses coéquipiers des Knights Christian Dvorak et Owen MacDonald pour mettre en place un café nommé MOD Feast, MOD étant l'acronyme de leur nom (Marner, Owen et Dvorak). Le groupe sert des bagels, pizzas, ... et a ses clients réguliers.
En grandissant, Marner est fan des Maple Leafs de Toronto, équipe qui le repêchera quelques années plus tard. Il est également fan des Penguins de Pittsburgh et des Blackhawks de Chicago du fait de la présence de ses deux joueurs préférés : Sidney Crosby et Patrick Kane.

## Statistiques

### En club
| Saison     | Équipe                  | Ligue       |     | Saison régulière | Saison régulière | Saison régulière | Saison régulière | Saison régulière |    | Séries éliminatoires | Séries éliminatoires | Séries éliminatoires | Séries éliminatoires | Séries éliminatoires |
| Saison     | Équipe                  | Ligue       | PJ  | B                | A                | Pts              | Pun              | PJ               | B  | A                    | Pts                  | Pun                  |                      |                      |
| 2012-2013  | Buzzers de St. Michaels | LHJO        | 6   | 1                | 3                | 4                | 0                | 14               | 3  | 1                    | 4                    | 0                    |                      |                      |
| 2013-2014  | Knights de London       | LHO         | 64  | 13               | 46               | 59               | 24               | 9                | 3  | 6                    | 9                    | 4                    |                      |                      |
| 2014       | Knights de London       | C. Memorial | 3   | 0                | 1                | 1                | 2                | -                | -  | -                    | -                    | -                    |                      |                      |
| 2014-2015  | Knights de London       | LHO         | 63  | 44               | 82               | 126              | 53               | 7                | 9  | 7                    | 16                   | 8                    |                      |                      |
| 2015-2016  | Knights de London       | LHO         | 57  | 39               | 77               | 116              | 68               | 18               | 16 | 28                   | 44                   | 8                    |                      |                      |
| 2016       | Knights de London       | C. Memorial | 4   | 2                | 12               | 14               | 4                | -                | -  | -                    | -                    | -                    |                      |                      |
| 2016-2017  | Maple Leafs de Toronto  | LNH         | 77  | 19               | 42               | 61               | 38               | 6                | 1  | 3                    | 4                    | 0                    |                      |                      |
| 2017-2018  | Maple Leafs de Toronto  | LNH         | 82  | 22               | 47               | 69               | 26               | 7                | 2  | 7                    | 9                    | 4                    |                      |                      |
| 2018-2019  | Maple Leafs de Toronto  | LNH         | 82  | 26               | 68               | 94               | 22               | 7                | 2  | 2                    | 4                    | 2                    |                      |                      |
| 2019-2020  | Maple Leafs de Toronto  | LNH         | 59  | 16               | 51               | 67               | 16               | 5                | 0  | 4                    | 4                    | 2                    |                      |                      |
| 2020-2021  | Maple Leafs de Toronto  | LNH         | 55  | 20               | 47               | 67               | 20               | 7                | 0  | 4                    | 4                    | 4                    |                      |                      |
| 2021-2022  | Maple Leafs de Toronto  | LNH         | 72  | 35               | 62               | 97               | 16               | 7                | 2  | 6                    | 8                    | 2                    |                      |                      |
| 2022-2023  | Maple Leafs de Toronto  | LNH         | 80  | 30               | 69               | 99               | 28               | 11               | 3  | 11                   | 14                   | 2                    |                      |                      |
| 2023-2024  | Maple Leafs de Toronto  | LNH         | 69  | 26               | 59               | 85               | 18               | 7                | 1  | 2                    | 3                    | 2                    |                      |                      |
| 2024-2025  | Maple Leafs de Toronto  | LNH         | 81  | 27               | 75               | 102              | 14               | 13               | 2  | 11                   | 13                   | 2                    |                      |                      |
| Totaux LNH | Totaux LNH              | Totaux LNH  | 657 | 221              | 520              | 741              | 198              | 70               | 13 | 50                   | 63                   | 20                   |                      |                      |

### En équipe nationale
| Année | Équipe          | Compétition                 |    | PJ | B | A  | Pts | Pun               |  | Résultat |
| 2014  | Canada Ontario  | Défi Mondial - 17 ans       | 5  | 6  | 3 | 9  | 2   | 5e place          |  |          |
| 2014  | Canada - 18 ans | Coupe Hlinka-Gretzky        | 5  | 2  | 5 | 7  | 6   | Médaille d'or     |  |          |
| 2016  | Canada junior   | Championnat du monde junior | 5  | 4  | 2 | 6  | 4   | 6e place          |  |          |
| 2017  | Canada          | Championnat du monde        | 10 | 4  | 8 | 12 | 8   | Médaille d'argent |  |          |
| 2025  | Canada          | Confrontation des 4 nations | 4  | 1  | 2 | 3  | 0   | Vainqueur         |  |          |

## Records, trophées et honneurs personnels

### Records Maple Leafs de Toronto
- Le 3 janvier 2019, il égale le record du but inscrit le plus rapidement dans un match en marquant en 7 secondes contre le Wild du Minnesota [31].
- Le 17 janvier 2019, il devient le premier joueur de la franchise à réaliser ses trois premières saisons en LNH avec plus de 60 points [32].

### Ligue de Hockey de l'Ontario (LHO)
- Nommé dans l'équipe étoiles de la LHO en 2015 et 2016
- Nommé dans la première équipe étoiles en 2015 et 2016[41]
- Trophée Jim-Mahon en tant qu'ailier ayant inscrit le plus de but de la ligue en 2015
- Trophée Red-Tilson qui récompense le Meilleur Joueur de l'année en 2016
- Trophée Wayne-Gretzky 99 qui récompense le Meilleur Joueur des séries éliminatoires en 2016
- Coupe J.-Ross-Robertson en tant que champion des séries éliminatoires de la LHO en 2016

### Ligue canadienne de hockey
- 2016 :
  - nommé joueur de l'année
  - champion de la coupe Memorial
  - remporte le trophée Stafford-Smythe du meilleur joueur de la Coupe Memorial
  - remporte le trophée Ed-Chynoweth du meilleur buteur de la Coupe Memorial
  - nommé dans l'équipe étoiles de la Coupe Memorial

### Ligue nationale de hockey
- 2016-2017 :
  - nommé recrue du mois de janvier (2017)[42]
  - sélectionné dans l'équipe d’étoiles des recrues[43]
- 2019-2020 : participe au 65e Match des étoiles (1)
- 2020-2021 : sélectionné dans la première équipe d'étoiles (1)
- 2021-2022 : sélectionné dans la première équipe d'étoiles (2)
- 2022-2023 : participe au 67e Match des étoiles (2)
- 2023-2024 : participe au 68e Match des étoiles (3)

### Trophées internationaux
- Médaille d'or à la Coupe Hlinka-Gretzky en 2014
- Médaille d'argent au Championnat du monde 2017